# Bengaals schrift
Het Bengaalse schrift (Bengaals: বাংলা লিপি bangla lipi of বাংলা হরফ bangla horof) wordt gebruikt om het Bengaals, een Indo-Iraanse taal uit Zuid-Azië, te schrijven. Het wordt ook met een aangepaste versie gebruikt voor het Assamees. Net zoals de meeste andere brahmische schriften wordt het van links naar rechts geschreven, is er geen onderscheid tussen kleine of grote letters en is het een abugida (wat betekent dat de basis medeklinkers zijn waaraan klinkers worden toegevoegd). Ook is het herkenbaar aan een horizontale lijn aan de bovenkant van de tekens, die ze met elkaar verbindt.
Het Bengaals alfabet stamt af van het Siddham, dat werd gebruikt om het Sanskriet te schrijven, dat via het Gupta, een late versie van het Brahmi, het oudste schrift van India.
Het schrift werd toegevoegd aan de Unicode-standaard in oktober 1991 bij de eerste versie ervan. De Unicode-reeks voor het Bengaals is U+0980 tot U+09FF.